# Alys Thomas
Alys Margaret Thomas (Londres, 10 de octubre de 1990) es una deportista británica que compite en natación, especialista en el estilo mariposa.
Ganó dos medallas de bronce en el Campeonato Europeo de Natación de 2018, en las pruebas de 200 m mariposa y 4 × 100 m estilos. Participó en los Juegos Olímpicos de Tokio 2020, ocupando el séptimo lugar en la prueba de 200 m mariposa.

## Palmarés internacional
| Campeonato Europeo | Campeonato Europeo    | Campeonato Europeo | Campeonato Europeo |
| Año                | Lugar                 | Medalla            | Prueba             |
| ------------------ | --------------------- | ------------------ | ------------------ |
| 2018               | Glasgow (Reino Unido) | Medalla de bronce  | 200 m mariposa     |
| 2018               | Glasgow (Reino Unido) | Medalla de bronce  | 4 × 100 m estilos  |